# کونگوشا (کنیچ)
کونگوشا (به صربی: Konjuša) یک منطقهٔ مسکونی در صربستان است که در کنیچ واقع شده‌است.
کونگوشا ۲۶۰ نفر جمعیت دارد زیرا شهر بسیار کوچکی است